# FeliCaポート

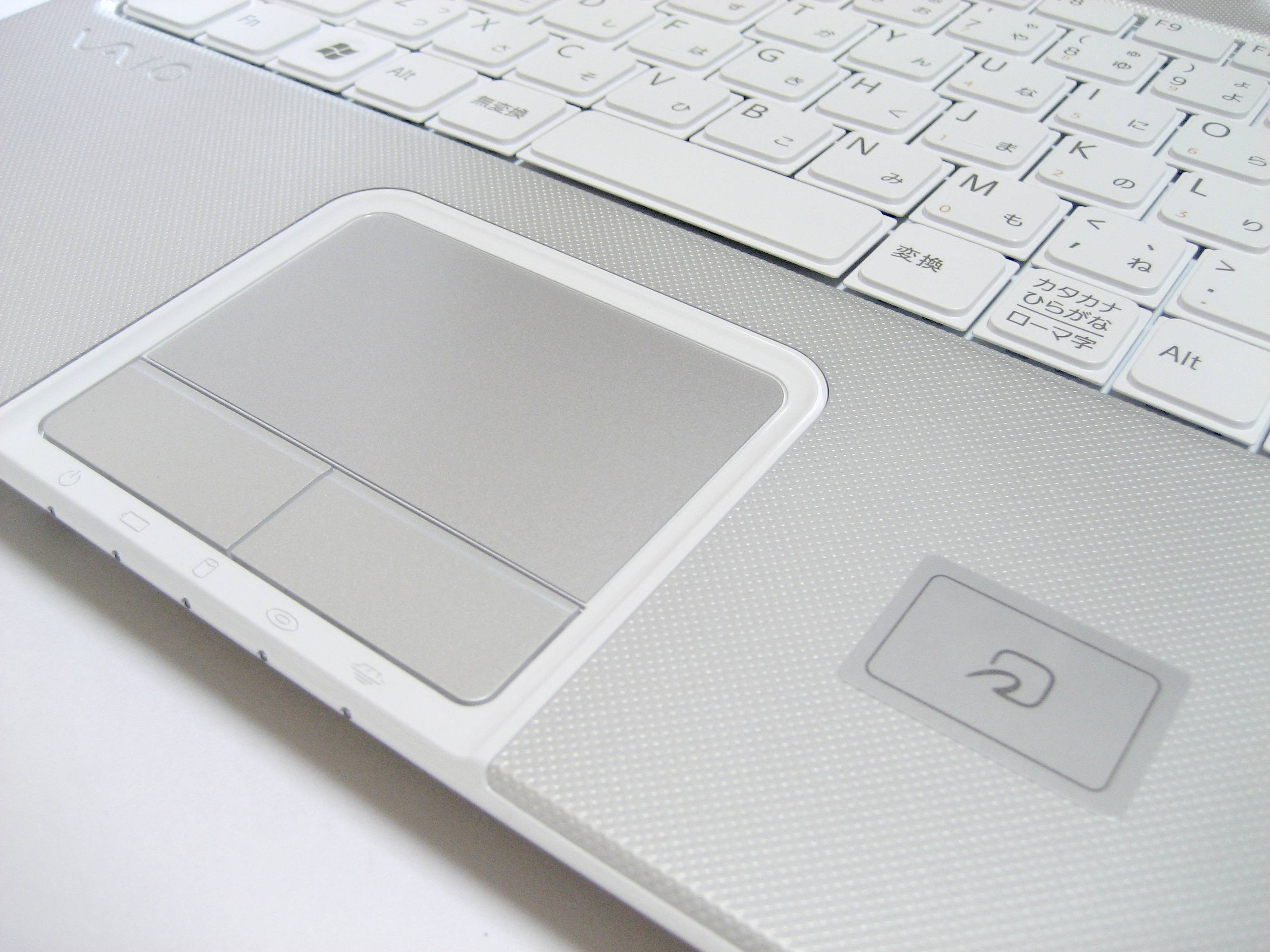
VAIOのFeliCaポート

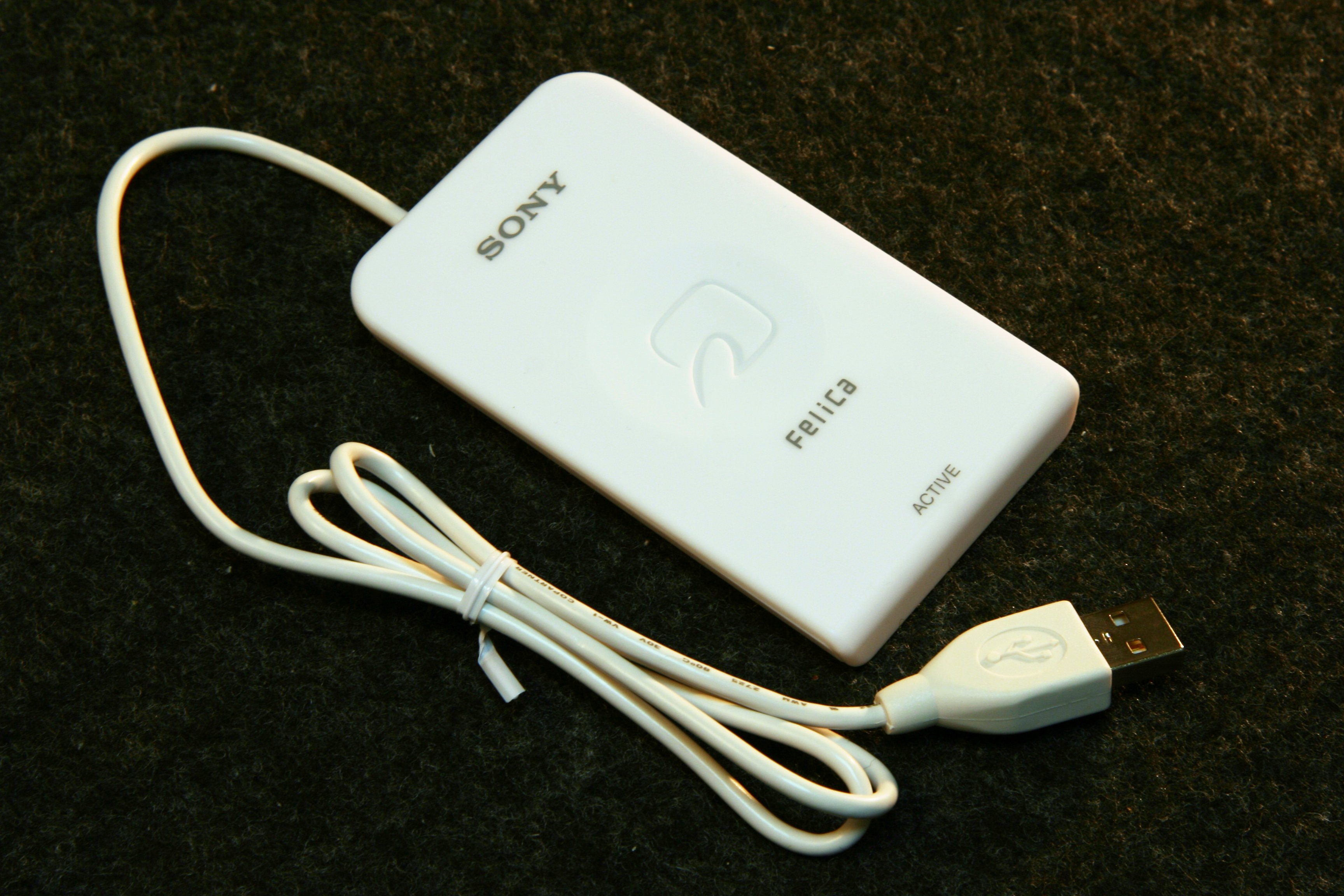
USB接続の外付けFeliCaポート "PaSoRi"

FeliCaポート（フェリカポート）とはFeliCaを利用したICカードやおサイフケータイ上のデータをパソコンなどで読み書きするためのカードリーダーの総称である。
パソコンに内蔵されているモデルもあるが、外付けすることでシステムを構築することもできる。パソコンにUSBなどで外付けするカードリーダーではソニー製の「FeliCaポート/パソリ」が著名である。
これまでの累計出荷は2008年1月に500万台、2009年4月に800万台を超えたことが発表されている。
なお、FeliCaだけでなくNFCにも対応したカードリーダーの場合は「NFCポート」と呼ばれ、外付けハードウェアも「NFCポート/パソリ」と呼ばれる。